# Barwienie van Giesona
Barwienie van Giesona – metoda barwienia stosowana w histologii, wykorzystująca kwas pikrynowy i kwaśną fuksynę. Metodę opracował i opisał jako pierwszy amerykański patolog Ira van Gieson.